# Madagascar 2 (videojuego)
Madagascar 2 es un videojuego de acción-aventura para las plataformas Xbox 360, PlayStation 3, Wii, PlayStation 2, Microsoft Windows y Nintendo DS, y lanzada el 8 de noviembre de 2008 en Norteamérica. Fue desarrollado por Toys For Bob y distribuido por Activision. Está basado en la película del mismo nombre.

## Historia
Al principio del juego, el rey Julien narra en un video cómo conoció a los "Gigantes de Nueva York" (Alex, Marty, Melman y Gloria) y cómo ayudó a librar a los lémures de los fosas. Por lo tanto, antes de que ellos regresen a Nueva York, Julien les pide realizar algunas misiones a la vez que toma fotos para recordarlos. Luego de eso, se preparan para el vuelo en un avión viejo reparado por los pingüinos y logran despegar exitosamente.
Sin embargo, en medio del vuelo, el avión se queda sin combustible y cae en África. Alex y Melman van en busca de alguien que les diga donde están y luego todo el grupo llega al Pozo, donde les dicen que están en África. Allí, Alex se reencuentra con sus padres, a quienes había perdido hace años, y logra pasar los ritos de madurez para pertenecer a la manada oficialmente, pero fracasa al decir una frase considerada ridícula ("Me gusta la sopa"). Por otro lado, Marty encuentra a muchas cebras similares a él, Melman se hace médico y cura a varias jirafas enfermas y Gloria es coqueteada por un hipopótamo llamado Moto Moto, quien la lleva a un lugar donde habitan otras hembras como ella. Mientras tanto, los pingüinos roban diferentes artículos para reparar el avión y le piden al grupo que busquen monos obreros para el trabajo (son 100 en total).
Melman descubre que está enamorado de Gloria y le pide ayuda al rey Julien para demostrarle que Moto Moto no solo la quiere a ella, sino también a otras mujeres. Julien toma fotos a escondidas y Melman se las muestra a Gloria, pero ella se enfada y le dice que no necesita ser cuidada por alguien. Melman, entristecido, va al volcán con la intención de lanzarse y Gloria, avisada por Julien, va hacia allá y logra salvarlo. Allá se libra una batalla de baile entre él y Moto Moto, en la cual Melman confiesa sus sentimientos a Gloria luego de ganar y ella lo acepta como su novio.
Mientras tanto, los pingüinos logran reparar el avión de un modo diferente a como estaba, pero igual de funcional. En eso, es alertado por el grupo que la reserva se quedó sin agua. Los animales deciden ir hacia afuera de la reserva y encuentran a un grupo de turistas liderados por Nana (una anciana que golpeó a Alex en la primera película), quienes son los responsables de la escasez de agua al haber construido una presa que obstruya el paso del agua y se quede con la población. Los animales destruyen las chozas de los turistas y acaban con la presa y consiguen devolver el agua a la reserva. En el vuelo de regreso, el grupo admite que han vivido emocionantes momentos en África y planean quedarse un tiempo más ahí.

## Sistema de juego
El modo de juego es muy similar al de su precuela. El juego se divide en 13 niveles. 
En cada una de ellas hay diferentes misiones por completar:
- En Madagascar
- Listos para el Lanzamiento/Hasta el Avión
- Bienvenido a África
- El Pozo
- El Baile del Pingüino/Huida de los Pingüinos
- Perseguir al Convoy
- Ritos de Madurez
- Cuevas Acuáticas
- Cortejear a Gloria
- Fiesta del Volcán
- Aventura de Mort
- Arregla el Avión
- Rompepresas

Alex, Marty, Melman y Gloria son los principales personajes que se pueden usar. Cabo, uno de los pingüinos, es interpretable pero solo en el nivel "El Baile del Pingüino/Huida de los Pingüinos" y existe un nivel único para Mort: Aventura de Mort. Asimismo, en el nivel Perseguir al Convoy se conduce una camioneta usada por los pingüinos. Julien también es jugable pero solo en un Segmento de Cortejear a Gloria y cuando termine el Segmento, ya no se puede jugar más como Julien. Al igual que en el videojuego de la primera película, existe un tótem para cambiar a los personajes principales (presentes en Bienvenido a África, El Pozo y Ritos de Madurez). El juego cuenta con bastante libertad sin ser necesariamente de mundo abierto.
Se pueden recoger monedas a lo largo del juego. Al igual que en el videojuego anterior, la moneda común vale 1, la de plata vale 5 y la de oro 10. Estos puedes utilizarse en la tienda Duty Free, donde se puede comprar una galería de monos (para todos los monos obreros que se recogen a lo largo del videojuego), ampliaciones para los minijuegos, accesorios para los animales, entre otros.
Existen diez minijuegos disponibles tanto para un jugador como para multijugador: Minigolf (presente también en el primer videojuego), Fiesta en el Volcán (similar a Fiesta Lémur del juego anterior), Pareja de Monos (juego de memoria, presente en Arregla el Avión), Ajedrez Selvático (se utilizan los personajes de la película), Fútbol (con un jugador y un portero, presente en Madagascar), Durion Caliente (presente en Ritos de Madurez), Sillas Musicales (presente en Ritos de Madurez), ¡Rico Rico! (presente en Cortejear a Gloria), Salto de Trampolín (presente en varios niveles) y Clínica de Melman (presente en El Pozo).
Las vidas son representadas por antorchas, en las cuales existen tres por personaje. Si se acaban, el jugador pierde la misión que está jugando (en caso de no estar en una misión, aparece de nuevo en el lugar donde estaba). Al igual que en el videojuego anterior, pueden usarse objetos como los mangos de Alex o los pimientos de Gloria.
Los personajes tienen los mismos poderes que en el primer videojuego, con excepción de algunos:
- Alex quien en vez las Garras puede montar en Tirolinas, escalar Muros y hacer Ejercicio cuando está en Equilibrio.
- Marty quien en vez de tener el salto en longitud puede correr rápidamente si come zanahorias.
- Gloria quien en vez de tener el Golpe de Cadera puede Nadar y Sumergirse en el Agua.
- En cambio Melman no consigue un Nuevo poder, Cabo tiene las mismas Habilidades que Skipper de la Precuela

## Diferencias con la película
- Julien nunca les pide a los personajes realizar misiones al inicio de la película.
- No se muestra cómo fue raptado Alex ni se muestran fragmentos de su infancia.
- En la película, el rito de madurez consiste en una pelea en la que Alex fracasa. En el videojuego, consiste en pasar varios retos.
- Makunga parece más un personaje retador en vez de un villano (como lo fue en la película). Además, su aparición es muy breve a lo largo del videojuego.
- En la película, Marty se decepciona al ver que todas las cebras son iguales a él. En el videojuego, eso no pasa.
- En el videojuego existe mayor interacción con otros animales, ya sea para logros (ejemplo: elefantes) o para atacarlos (ejemplo: cocodrilos).
- En la película, los monos Mason y Phil consiguen a otros monos obreros para reparar el avión. En el videojuego, los personajes principales deben hallarlos.
- El robo de piezas para reparar el avión por parte de los pingüinos es mucho más grande y con más materiales que en la película.
- Melman no descubre la enfermedad del médico brujo, por lo tanto, no cree que va a morir.
- En la película, Melman pide ayuda a Julien y Maurice para intentar declararse a Gloria. En el videojuego, pide ayuda a Julien para que ella descubra que Moto Moto también coquetea con otras.
- En la película, Melman se iba a lanzar al volcán como sacrificio para que los dioses del agua les devuelva el río a la reserva (según Julien). En el juego, se iba a lanzar tras fracasar con Gloria.
- La muñeca de Skipper que usa en el vuelo del avión y con la que "se casa" al final de la película no aparece en el videojuego.
- Mort no es perseguido por un tiburón, sino que él mismo busca sobrevivir en África (en el nivel Aventura de Mort). En el videojuego, él no llega a encontrarse con Julien ni Maurice.
- Se le da muy poca importancia a la familia de Alex en el videojuego. Zuba tampoco aparece después de Ritos de Madurez.
- Curiosamente, en la película, cuando los personajes llegan a la plataforma para tomar el avión, puede verse la tienda Duty Free.

## Diferencias entre versiones
Las versiones de PS2 y Wii son diferentes a las Versiones de PS3, Xbox 360 y PC de Juego:
- Hay menos efectos visuales.
- El ícono de guardado es rosa y verde, en vez de marrón y naranja como las otras versiones.
- En PS2, en los niveles En Madagascar, El Pozo y Cortejar a Gloria no aparecen las fotos tomadas.
- En PS2, en el nivel Aventura de Mort, no aparece el Pinball.
- En PS2, en el nivel Arregla el Avión, no aparece el minijuego de Tragamonedas que permite ganar Monedas.
- En el minijuego Fiesta en el Volcán, no hay dificultad Difícil.
- En el hoyo 3 de minijuego minigolf, hay Cintas Transportadoras.
- En el minijuego Sillas Musicales, los Personajes no tienen Voces.
- El Truco Detener Pelota se puede comprar en la Tienda Duty Free.

Aquí algunas diferencias que solo aparecen en la versión de PC:
- En el minijuego Sillas Musicales, no aparecen los Botones sobre las Sillas, por lo cual si lo juegas en Multijugador pulsa uno de los Cuatro Botones.
- No hay efectos fade in/fade out en algunas escenas, a diferencia de las versiones de consolas.
- Los Créditos son de forma común, en lugar de Personajes despidiéndose en el Pozo.